# Kuzey Kıbrıs Turkcell
«Kuzey Kıbrıs Turkcell» («KKTCELL») — оператор сотовой связи Северного Кипра. Является 100 % дочерней компанией «Turkcell» (Турция). Главный офис компании расположен в городе Лефкоша. Зона покрытия сети охватывает 100 % населения, а доля рынка составляет 69 %.

## История
Компания основана 3 августа 1999 года.
В ноябре 2008 года компания запустила в эксплуатацию сеть «третьего поколения» (3G).
По данным на март 2009 года количество абонентов достигало 318 тыс. человек, а доходы компании составляли 11 млн. турецких лир.